# Rockinger
Rockinger è un costruttore tedesco di ganci traino e sistemi di sollevamento per veicoli commerciali e agricoli.

## Storia

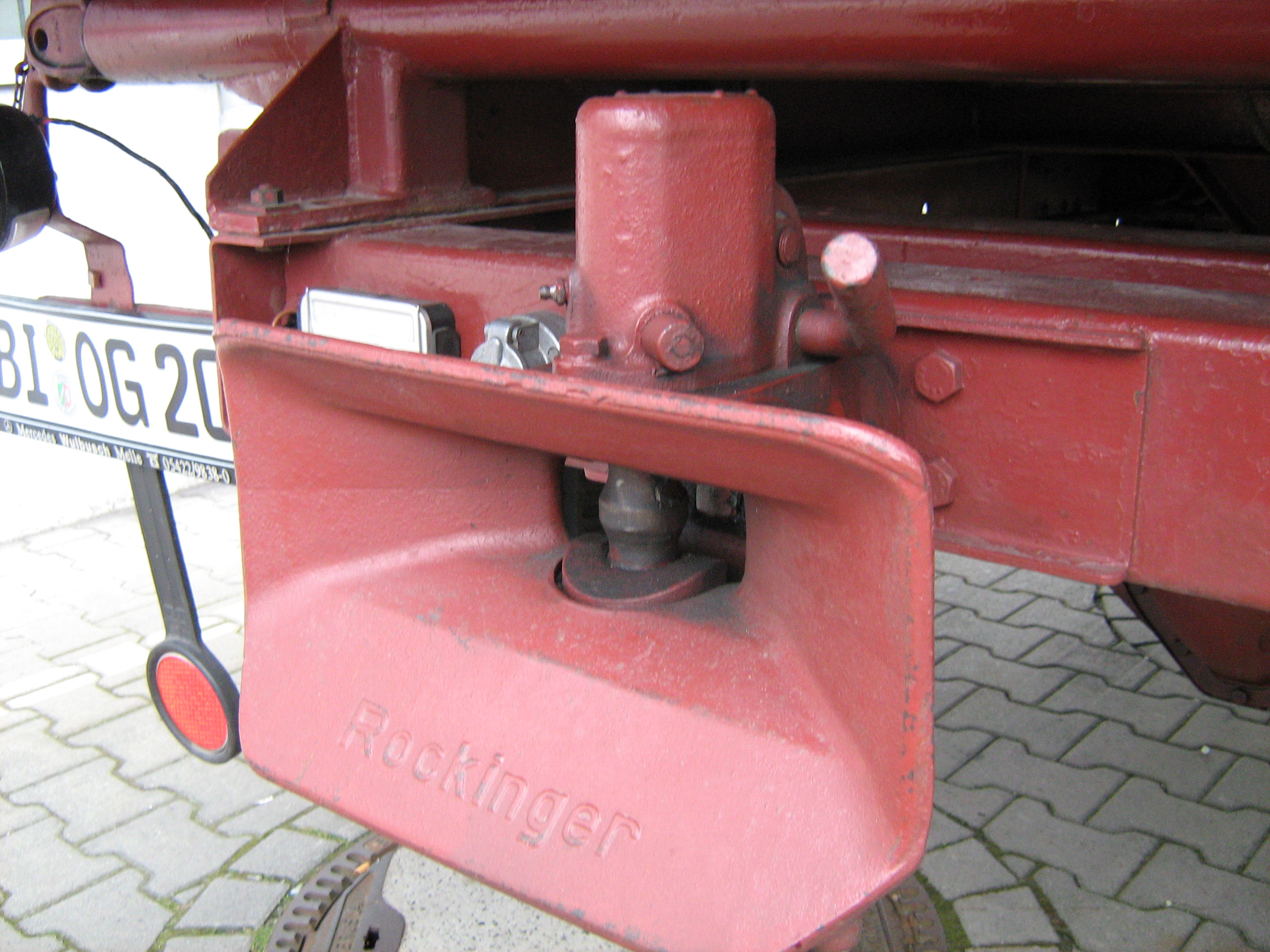
Gancio traino degli anni '60-'70

Venne fondata nel 1875 dal fabbro Johann Rockinger e dal 1927 iniziò la produzione di ganci traino.
Fu in quell'anno che venne presentato il sistema „Sicherheitskupplung für Lastwagenzüge“ primo accoppiamento automatico gancio di traino per veicoli commerciali.
Nel 1973 vennero sviluppati i sistemi di accoppiamento per veicoli agricoli. Nel 1985 la sede viene posta a nord di Monaco di Baviera. 
Nel 1991 viene aperta la società  Rockinger Anhängerkupplungen GmbH presa dal Consiglio di mutua assistenza economica di Wechmar di Drei Gleichen (comune). 
La sede di Wechmar venne chiusa nel 2013.
Nel 2001 la Rockinger München e Wechmar vennero acquisita dalla tedesca JOST Holding GmbH ovvero divennero della Jost Werke GmbH.
La sede dal 2014 della società Rockinger Agriculture GmbH è a Waltershausen.